# Corbula swiftiana
Corbula swiftiana är en musselart som beskrevs av C. B. Adams 1852. Corbula swiftiana ingår i släktet Corbula och familjen korgmusslor. Inga underarter finns listade i Catalogue of Life.